# Rumeysa Gelgi
Rumeysa Gelgi (Karabük, 1 de enero de 1997) es una abogada, investigadora y desarrolladora de front-end turca que ostenta el título de la mujer viva más alta del mundo del Récord Guinness desde octubre de 2021. Anteriormente ostentaba el título de la adolescente viva más alta del mundo. Mide 2,15 m de altura (7 pies 7⁄10 pulgadas).

## Biografía
Gelgi vive en la ciudad de Karabük, provincia homónima de Turquía. Su altura es causada por el síndrome de Weaver, una condición rara que causa un crecimiento rápido entre otras anomalías. Afecta a los hombres tres veces más que a las mujeres. Debido a su condición, generalmente usa una silla de ruedas para moverse, pero puede caminar por períodos cortos de tiempo.
Gelgi dice que desea usar su título para crear conciencia sobre enfermedades y condiciones como la suya.